# Mario Leitner
Mario Leitner, född 2 februari 1997 i Sankt Veit an der Glan, är en österrikisk kanotist. Hans äldre syster Lisa Leitner är också en kanotist.

## Karriär
Leitner tävlade för Österrike vid olympiska sommarspelen 2016 i Rio de Janeiro, där han slutade på 13:e plats i K-1. Vid VM 2021 i Bratislava tog Leitner brons i extremslalom. Vid EM 2022 i Liptovský Mikuláš tog han silver i extremslalom.
Vid EM 2024 i Tacen tog Leitner silver både individuellt samt i lagtävlingen i K-1 tillsammans med Felix Oschmautz och Moritz Kremslehner.